# ال لارنس (ورزشکار دو میدانی)
ال لارنس (انگلیسی: Al Lawrence; ۳۰ ژوئیهٔ ۱۹۳۰ – ۱۵ مهٔ ۲۰۱۷) ورزشکار دو و میدانی اهل استرالیا بود.
وی در مسابقات کشوری و بین‌المللی در مجموع برندهٔ ۱ مدال برنز شده‌است.